# L'Affaire Vera Cruz
Pour les articles homonymes, voir Veracruz (homonymie).
L'Affaire Vera Cruz est un jeu vidéo édité par la société Infogrames à partir de janvier 1986. Développé par l'auteur indépendant Gilles Blancon, ce jeu, novateur à l'époque, utilisait les capacités graphiques de l'Amstrad CPC selon le mode 320x200 en 4 couleurs, ou le mode 640x200 en 2 couleurs. (+1 couleur dans les 2 modes pour la bordure) Ce jeu plonge le joueur dans une enquête interactive d'autant plus originale qu'il s'agit de diriger un gendarme OPJ et non un policier.

## Trame
Le joueur vient d'être nommé maréchal des logis-chef à la brigade des recherches de Saint-Étienne (Loire). Il va devoir enquêter sur la mort de Vera Cruz, une belle jeune femme décédée en octobre 1985 à la résidence du Forez ; à proximité du cadavre, une lettre avec ces quelques mots : « Adieu. J'en ai assez de cette vie minable. Vera ». Suicide ou crime maquillé ? Les investigations commencent...

## Système de jeu
La première partie du jeu se déroule sur la scène du crime ; il faut découvrir des indices et prendre des photos.
La deuxième partie du jeu se déroule à la gendarmerie pour enregistrer des dépositions, procéder à des examens (ex. : autopsie), et contacter d'autres services. En effet, grâce aux systèmes d'information judiciaire de la gendarmerie (appelé Diamant dans le jeu, en référence au véritable système Rubis utilisé par les gendarmes de l'année 1985 à l'année 2000), le joueur peut communiquer avec :
- une autre brigade de gendarmerie,
- la brigade départementale de renseignements judiciaires,
- le centre de rapprochement et de recherches judiciaires,
- la préfecture de Saint-Étienne,
- des prisons,
- des commissariats de police.

Le jeu se termine quand le joueur demande l'arrestation d'une personne, qu'il est préférable d'effectuer quand des preuves indiscutables ont été réunies.
Le jeu se contrôle à l'aide du clavier uniquement, avec quelques différences d'une machine à l'autre (par exemple : pour prendre une photo, il faut appuyer sur COPY sur un Amstrad, INS pour un MSX ou un Thomson, et Espace pour ZX Spectrum).

## Sources d'information
Ce jeu eut droit à de nombreux articles dans des revues telles que Tilt, MicroSystèmes, Club Thomson, Amstrad Hebdo, CPC, Amstar, SVM, Amstrad Magazine, Micro ID, Téophile, MSX News, Amstrad Accion (Espagne), Micro.V.O, L'ordinateur Individuel, Vente Informatique, Jeux et Stratégie ...

## Développement
Initialement, ce jeu fut entièrement développé en langage BASIC sur Amstrad CPC, facilement adaptable sur chacune des machines. Seules les routines d'affichage des graphismes étaient en assembleur Z80 ; les routines étaient également développées par l'auteur qui, en outre, mettait en œuvre des algorithmes de compression pour les graphismes.
Le frère de l'auteur, Philippe Blancon, participa à la transposition du jeu sur Thomson TO7. Les développeurs d'Infogrames transposèrent le jeu sur MSX, ZX Spectrum, Commodore 64, puis enfin IBM PC ; ils réalisèrent également des versions anglaise, allemande, espagnole, italienne et hollandaise.